# Homestar Runner
Homestar Runner, HR ou H*R é uma série de desenho animado humorístico americano em flash criada pelos americanos Mike Chapman e Matt Chapman. A animação foi baseada no livro original escrito por Mike Chapman e Craig Zobel; "The Homestar Runner Enters the Strongest Man in the World Contest" em 1996. O livro foi criado com o intuíto de ser uma paródia de livros infantis que eles encontravam na época. Mais tarde em 2000, o site "homestarrunner.com" foi criado, e lá, as primeiras animações em flash e jogos com os personagens que eles tinham criado para o livro foram feitos. Por se tratar de um dos sites mais antigos de animações independentes, a franquia virou um clássico cult na cultura pop.

## História
Os desenhos nominalmente se centralizam no personagem Homestar Runner, um atleta um pouco tonto mas com um bom coração. O personagem Strong Bad, entretanto, é geralmente o mais popular entre os fãs, devido à série de desenhos curtos quase-semanais (na época) na qual Strong Bad responde a e-mails dos fãs. Strong Bad gosta de pregar peças junto de seu parceiro, The Cheat, e usa seu irmão Strong Mad como o músculo em suas operações. Juntos, os três atazanam a vida do outro irmão, o irritante e constantemente depressivo Strong Sad. Muitos dos itens do site como música, jogos, páginas iniciais e etc. são baseadas em acontecimentos vindos dos Strong Bad Emails. Vários outros personagens preenchem o mundo: A namorada ambientalista do Homestar, Marzipan, da qual sua secretária eletrônica é um frequente alvo para trotes; o melhor amigo de Homestar, Pom Pom; o treinador com problemas verbais, Coach Z; o dono da estande de conveniências local, Bubs; O Rei da Cidade (The King of Town) e seu companheiro, The Poopsmith. Por fora do elenco temos Homsar, um personagem que fala coisas estranhas e surreais, criado em (e sendo uma paródia de) um e-mail mal escrito enviado para Strong Bad; O misterioso Senor Cardgage, um senhor com aparência similar à de Strong Bad, que também fala coisas estranhas; O famoso dragão desenhado por Strong Bad, Trogdor; entre outros. Muitos destes personagens têm versões alternativas. Os desenhos animados são bastante autorreferenciais e possuem várias piadas internas que o espectador vai conhecendo ao longo do tempo. (Ou buscando na wiki oficialmente endorsada) 
De 2010 até 2014, o desenho e o site entraram em um longo hiato, na qual não houve nenhuma atualização, pois os irmãos Chapman estavam ocupados com outros projetos. Porém, em 1º de Abril de 2014 o site foi atualizado com um desenho especial, e pouco depois deste desenho, eles criaram uma conta no Twitter para o personagem Strong Bad, assim eles poderiam continuar mantendo os fãs atualizados. 
Atualmente eles fazem pelo menos um ou dois desenhos animados a cada ano, geralmente de 1º de Abril ou Halloween. 

## Seções do Site
No site oficial, estão incluídas as seções:

### Main
As páginas principais te levam a outras partes do site, elas possuem animações e easter eggs ao passar o cursor pelos botões. São ao todo 26 páginas regulares mais 4 páginas em Easter Eggs.

### Toons
Aqui ficam os desenhos animados em si, que estão divididos em:
- Toons - Desenhos de "longa duração" (cerca de 5 minutos ou menos)
- Shorts - Desenhos curtos
- Holiday - Desenhos especiais para feriados, especialmente Halloween e Natal (chamado de "Decemberween" pelos personagens)
- Puppet Stuff -  Curtas feitos com fantoches de Homestar Runner e seus amigos
- Powered by the Cheat - Desenhos animados pelo personagem The Cheat de forma extremamente amadora
- Strong Bad Emails - Redireciona para a página dos Strong Bad Emails, a série de animações na qual Strong Bad lê e-mails reais enviados por fãs
- Teen Girl Squad - Redireciona para a pagina de Teen Girl Squad, Uma série de quadrinhos feita por Strong Bad, os quadrinhos parodiam quatro meninas do colegial e sua busca por atratividade, popularidade, e amor, que são continuamente frustradas por suas mortes violentas em cada episódio.
- Marzipan's Answering Machine - A secretária eletrônica de Marzipan; episódios sem animação, somente fala, com os personagens deixando mensagens gravadas.

### Games
Jogos temáticos do site, muitas vezes criados pela empresa ficcionária Videlectrix. São eles:
- Peasant's Quest;
- Trogdor;
- Population Tire;
- Thy Dungeonman;
- Awexome Cross 98;
- Strong Bad Zone;
- Marshie's Malloween Mix-Up;
- Secret Collect;
- Rhino Feeder;
- Stinkoman 20X6;
- Thy Dungeonman 3;
- Dangeresque;
- Jogos Velhos; Jogos que estavam no website em sua forma mais antiga, estes incluem Homestar Talker, Dancin' Bubs, Strong Libs, Hairstyle Runner, Audience with Marzipan, Bronco Trolleys entre outros.
- Wii Games; Jogos em flash feitos com o intuito de se usar no navegador incluído com o console Nintendo Wii.

- Strong Bad's Cool Game for Attractive People (SBCG4AP); (A série episódica de jogos point-and-click do Strong Bad para PC, Nintendo Wii e PS3 feito pela Telltale Games)

### Characters
Vídeos de apresentação dos personagens.. Eles são:
- Homestar Runner
- Coach Z
- The Cheat
- Strong Bad
- Marzipan
- Pom-Pom
- Strong Sad
- Bubs
- Strong Mad
- The Poopsmith
- The King of Town
- Homsar (Porém o vídeo é secreto, sendo acessível através de Easter Eggs)

Alguns personagens como Senor Cardgage não tiveram seus próprios vídeos, mas este ganhou um após um e-mail para Strong Bad perguntar a respeito.

### Downloads
Essa seção tem várias coisas miscelâneas para fazer download, como falas marcantes em áudio, música e wallpapers.

### Store
A página da loja virtual de Homestar Runner (Homestore Runner), com camisetas, pôsteres, DVDs, bonecos e etc.; só disponível na América do Norte;

### Sb Emails
A série de desenhos Strong Bad Emails que mostra Strong Bad lendo (e tirando sarro de) e-mails dos fãs, com mais de 200 episódios.

### Contact
E-mails para contato com os criadores de Homestar Runner.

### Legal
Todos os direitos autorais de Homestar Runner. Com um easter egg do personagem aparecendo, declarando a falta de entretenimento que é contida na página.

### Random
Redireciona para um toon aleatório de Homestar Runner. Também é possível escolher um Strong Bad Email aleatório, na página respectiva.

## Outras mídias
A música "Trogdor" apareceu no jogo Guitar Hero II, lançado em 2006. Além do jogo point-and-click do Strong Bad, a Telltale Games em parceria com a Valve Software lançou em 2010 o jogo Poker Night at the Inventory, um jogo de pôquer que conta com a aparição de Strong Bad, e além dele, personagens como Tycho da série em quadrinhos da internet Penny Arcade, Max da série de jogos Sam & Max, e Heavy Weapons Guy de Team Fortress 2. Em 2015, os irmãos Chapman criaram uma série de curtas animados intitulado "Two More Eggs" para a Disney, com diversas influências vindas de Homestar Runner. Em 2018, os irmãos Chapman lançaram um Kickstarter para produzir um jogo de tabuleiro baseado no personagem Trogdor. O financiamento coletivo deu certo e no ano seguinte "Trogdor!! The Board Game" foi lançado.
Em 2020 lançaram novos produtos de merchandising em parceria com a Fangamer.com, como camisetas e pins exclusivos, e uma pelúcia com som do Strong Bad.
Com a descontinuação do Adobe Flash em 2020, os irmãos Chapman têm subido quase todos os seus desenhos animados para o YouTube, com qualidade de áudio remasterizada.